# 白鳥の少女
『白鳥の少女』（はくちょうのしょうじょ、原題：Svanurinn、英題：The Swan）は、アイスランドの作家グドベルグー・ベルグッソンの小説である。

## 背景
『白鳥の少女』は1991年にアイスランドで出版された。アイスランドの田舎に行かされた少女の話で、少女の感情とアイスランドの自然を美しく表現している。少女は結局、つまらなさそうな田舎で自由を発見する。

## 受賞
グドベルグー・ベルグッソンは1991年、『白鳥の少女』で「アイスランド文学賞」を受賞した。

## 小説の言語について
現在、グドベルグー・ベルグッソンの作品は日本語で出版されていない。原本はアイスランド語で書かれているが、“The Swan”として英語版が出版されている。英語版の訳者はイギリス人のバーナード・スクッダーである。
現在入手できる英語版のISBNコードは ISBN 978-1899197354 である。